# 白銀ノエル
白銀 ノエル（しろがね ノエル、英: Shirogane Noel、中: 白银 诺艾尔）は、日本のバーチャルYouTuber（以下・VTuber）、バーチャルアイドル。ホロライブプロダクションの女性VTuberグループ・ホロライブの3期生「ホロライブファンタジー」のメンバー。

## 概要
誕生日は11月24日。身長158センチ。挨拶は「こんまっする〜! ホロライブ3期生の白銀ノエルです!」など。愛称は「団長」など。
キャラクターデザインは、わたお、Live2Dモデル制作はrariemonn、3Dモデル制作は、ぽんぷ長が担当した。
ファンネームは「白銀聖騎士団」。

## 人物・エピソード
- ASMR配信を得意としており、2021年4月7日からはホロライブのメンバーとASMRのコラボを行う企画「ノエスタdeASMR講座」を行っている[5]。語学学習アプリ・Duolingoを使用した英語学習配信にも力を入れている[5]。
- ファンには牛丼好きとして知られており、2020年12月8日から同年12月12日には日清食品が展開する商品「カップヌードル 謎肉牛丼」とコラボを果たした[9]。
- バーチャル九州出身（長崎生まれ大分育ち）。その縁で熊本県人吉市の酒造メーカーと令和2年7月豪雨復興支援コラボを行ったことがある[10]。

## 来歴
- 2019年
  - 6月13日、デザインが公表され、演者の募集が行われる。当初、名前はまだ無く、単に「ゆるふわ脳筋女騎士」として紹介されていた[11]。
  - 8月1日、宝鐘マリン・不知火フレアと共に名前・YouTubeチャンネル・Twitterアカウントが公表される[3]。Twitterでの活動を開始[12]。
  - 8月8日、YouTubeでの活動を開始[13]。
  - 11月17日、3Dモデルを披露[14]。同日にYouTubeの登録者数が10万人を突破。

- 2020年
  - 1月2日、正月衣装を披露[15]。

- 2021年
  - 4月12日、YouTubeのチャンネル登録者数が100万人を突破[16][17]。チャンネル登録者数が100万人を超えたYouTuberは、VTuberとしては15人目、ホロライブとしては12人目、ホロライブ3期生としては4人目となる[5]。

- 2022年
  - 8月19日、新衣装のお披露目配信を実施[18]。

- 2025年
  - 2月18日、YouTubeのチャンネル登録者数が200万人を突破した[6]。

## 主な出演

### ライブ・イベント
- 会える！ 話せる！ VTuberおしゃべりフェス on バレンタイン ホロライブ編（2020年2月16日、3331 Arts Chiyoda 体育館）[19]
- hololive IDOL PROJECT 1st Live.『Bloom,』（2021年2月17日、ニコニコ生放送・SPWNにて無観客・有料オンライン配信[注釈 1]）[20]
- ホロポケカップ（2021年3月30日 - 3月31日、ニコニコ生放送）[21]
- ヴァイスシュヴァルツ＆Reバース presents ホロライブプロダクションフェスティバル（2021年10月9日、パシフィコ横浜 展示ホールD）[22]
- HOLOLIVE FANTASY 1st LIVE FAN FUN ISLAND（2021年11月25日、TOKYO DOME CITY HALL・SPWN）[23]
- Blue Journey 1st Live「夜明けのうた」（2023年9月13日、東京ガーデンシアター）[24]
- 不知火建設社員総会（2025年2月9日、ベルサール羽田空港）[25]

#### ホロライブ全体ライブ
- 「hololive 1st fes. ノンストップ・ストーリー」（2020年1月24日、豊洲PIT）[26]
- 「hololive 2nd fes. Beyond the Stage Supported By Bushiroad」STAGE2（2020年12月22日、ニコニコ生放送・SPWNにて無観客・有料オンライン配信）[27]
- 「hololive 3rd fes. Link Your Wish Supported By ヴァイスシュヴァルツ」Day1（2022年3月19日、幕張メッセ）[28]
- 「hololive 4th fes. Our Bright Parade Supported By Bushiroad」DAY1（2023年3月18日、幕張メッセ）[29]
- 「hololive 5th fes. Capture the Moment Supported By Bushiroad」（2024年3月16日 - 3月17日、幕張メッセ）[30][31]
- 「hololive 6th fes. Color Rise Harmony」（2025年3月8日 - 3月9日、幕張メッセ）[32][33][34]

### ゲーム
- Little Witch Nobeta（2022年） - 日本語版ゲームの吹き替え声優として起用[35]。
- 妖怪ウォッチ ぷにぷに（2024年1月1日 - 1月16日） - コラボイベント期間にゲーム内キャラクターとして追加[36]。

### 漫画
- 白銀ノエル大好きおじさん（漫画：フォビドゥン澁川、『週刊ヤングジャンプ』2023年14号） - コラボレート読み切り漫画[37]。

### WEBマンガ
- 漫画：ヨハネ、原作：カバー『Holoearth Days! A Tale Side:W ウェスタdeクッキング -幸せのルセット-』マンガUP!、2024年10月 - [38]

### 単行本
- 漫画：ヨハネ、原作：カバー『Holoearth Days! A Tale Side:W ウェスタdeクッキング -幸せのルセット-』 1巻、スクウェア・エニックス、2025年5月7日。ISBN 9784757597792。[39][40]

## タイアップ
- 日清食品 カップヌードル 謎肉牛丼（2020年12月8日 - 12月12日）[9]
- ドン・キホーテ（2021年10月23日 - 11月21日）- 『ドンキガール』に就任[41][42]。対象店舗でコラボグッズの販売などが行われた[41][42]。
- 2022年4月、明利酒類からオリジナルジン「ノエルのポーション（Noel’s Potion）」を発売[43][44][6]。『東京ウイスキー&スピリッツコンペティション2023』（TWSC）において、ブロンズメダルを受賞した[45]。
  - 2024年3月、コラボ第二弾として、「ノエルのポーション」をベースとした「NOEL′S GIN TONIC」を発売した（注文は終了）[45][46]。
- 2025年2月9日 - 3月16日、羽田エアポートガーデンにて、「不知火建設×羽田エアポートガーデン」を実施[47][48]。

## リリース音源
○主な出典：hololive（ホロライブ）公式サイト

### 白銀ノエル
| 発売日         | タイトル         | 品番     | 出典   |
| -------------- | ---------------- | -------- | ------ |
| 2021年9月27日  | ほめのび         | CVRD-080 | [ 49 ] |
| 2022年6月26日  | リリカルMonster  | CVRD-172 | [ 50 ] |
| 2022年8月28日  | ours             | CVRD-204 | [ 51 ] |
| 2022年11月25日 | はっぴー         | CVRD-233 | [ 52 ] |
| 2025年8月16日  | トレビアンナイト | CVRD-622 | [ 53 ] |

| 発売日         | タイトル   | 収録曲 | 品番     | 出典   |
| -------------- | ---------- | --- | -------- | ------ |
| 2023年11月25日 | のえさんぽ | 1. ほめのび 2. リリカルMonster 3. はっぴー 4. ぎゅーどんかーにばる! 5. Wander! 6. イタズラーニャ! 7. HOME 8. ours 9. ラフミーテンダー | CVRD-359 | [ 54 ] |

### ホロライブファンタジー / HOLOLIVE FANTASY
| 発売日         | タイトル                 | 品番     | 出典   |
| -------------- | ------------------------ | -------- | ------ |
| 2021年11月22日 | いんたらくとふぁんたじあ | CVRD-091 | [ 55 ] |
| 2024年3月31日  | REALITY FANTASY          | CVRD-402 | [ 56 ] |

### 不知火建設
| 発売日        | タイトル | 品番     | 出典   |
| ------------- | -------- | -------- | ------ |
| 2023年8月28日 | なかま歌 | CVRD-323 | [ 57 ] |

| 発売日       | タイトル         | 品番     | 出典   |
| ------------ | ---------------- | -------- | ------ |
| 2024年6月8日 | scrap ＆ build ! | CVRD-432 | [ 58 ] |

### hololive IDOL PROJECT
| 発売日        | タイトル                                            | 品番     | 出典   |
| ------------- | --------------------------------------------------- | -------- | ------ |
| 2020年2月24日 | キラメキライダー☆                                   | CVRD-003 | [ 59 ] |
| 2021年1月21日 | でいり〜だいあり〜！                                | CVRD-022 | [ 60 ] |
| 2022年8月19日 | 飛んでK！ホロライブサマー                           | CVRD-199 | [ 61 ] |
| 2022年8月26日 | Sparklers                                           | CVRD-202 | [ 62 ] |
| 2023年7月30日 | アバンチュール♡ホリック                             | CVRD-311 | [ 63 ] |
| 2023年12月2日 | Merry Holy Date♡                                    | CVRD-366 | [ 64 ] |
| 2024年3月15日 | ホロライブ言えるかな？hololive SUPER EXPO 2024 ver. | CVRD-406 | [ 65 ] |

| 発売日        | タイトル | 品番     | 出典   |
| ------------- | -------- | -------- | ------ |
| 2021年4月21日 | Bouquet  | HOLO-001 | [ 66 ] |

### その他の参加作品
| 発売日       | タイトル | アーティスト | 品番       | 出典   |
| ------------ | -------- | ------------ | ---------- | ------ |
| 2024年2月7日 | 水たまり | Blue Journey | UPCH-89552 | [ 67 ] |

| 発売日        | タイトル                         | アーティスト          | 品番       | 出典          |
| ------------- | -------------------------------- | --------------------- | ---------- | ------------- |
| 2020年7月10日 | #幻想郷ホロイズム                | 宝鐘マリン            | -          | [ 68 ]        |
| 2022年1月26日 | SPOTLIGHT vol.2                  | V.A.                  | SNCL-59/60 | [ 69 ] [ 70 ] |
| 2022年2月11日 | hololive music studio – Daybreak | hololive music studio | CVRD-128   | [ 71 ]        |
| 2023年9月6日  | 夜明けのうた                     | Blue Journey          | UPCH-20658 | [ 72 ]        |
| 2024年2月27日 | ほろはにヶ丘高校 -Covers-        | hololive × HoneyWorks | HLP-10005  | [ 73 ]        |